# Frans Koffrie (bestuurder)
Frans Herman Jan (Frans) Koffrie (Weert, 15 mei 1952 – Amsterdam, 24 juni 2025) was bestuursvoorzitter van Corporate Express (het voormalige Buhrmann).

## Carrière
Na gewerkt te hebben voor onder meer Vroom & Dreesmann begon Koffrie in 1988 bij het handelshuis VRG. Na een serie fusies en afsplitsingen werd dit bedrijf uiteindelijk het beursgenoteerde Buhrmann, een leverancier van kantoorartikelen. In 1998 werd Koffrie bestuursvoorzitter van het bedrijf. Een jaar later deed hij een miljardenovername in de Verenigde Staten en kocht hij concurrent Corporate Express. In 2007 werd het bedrijf Buhrmann omgedoopt in de naam van de overgenomen Amerikaanse dochter Corporate Express.
In 2001 raakt Koffrie in opspraak. Tijdens een roadshow verkocht hij in het kader van een emissie voor 690 miljoen euro aan nieuwe aandelen aan institutionele beleggers. Een korte tijd later bleken de zaken bij het toenmalige Buhrmann niet zo goed te lopen als verteld. Een winstwaarschuwing schokte de markt en de reputatie van de topman.
Onder de leiding van Koffrie heeft het bedrijf beleggers regelmatig teleur moeten stellen met winstwaarschuwingen. Desondanks was hij begin 2007 de langstzittende bestuursvoorzitter van een onderneming uit de AEX index. In september 2007 stapte hij op bij Corporate Express. Daarbij kreeg hij een, volgens het bedrijf op de kantonrechtersformule gebaseerde, vertrekpremie van drie miljoen euro mee. Vanaf 24 februari 2009 was hij interim bestuursvoorzitter van Koninklijke Wessanen. In 2014 ging Koffrie weg bij Wessanen na 13 jaar voorzitter van de Raad van Commissarissen te zijn geweest.
Koffrie overleed op 73-jarige leeftijd.